# Попперс

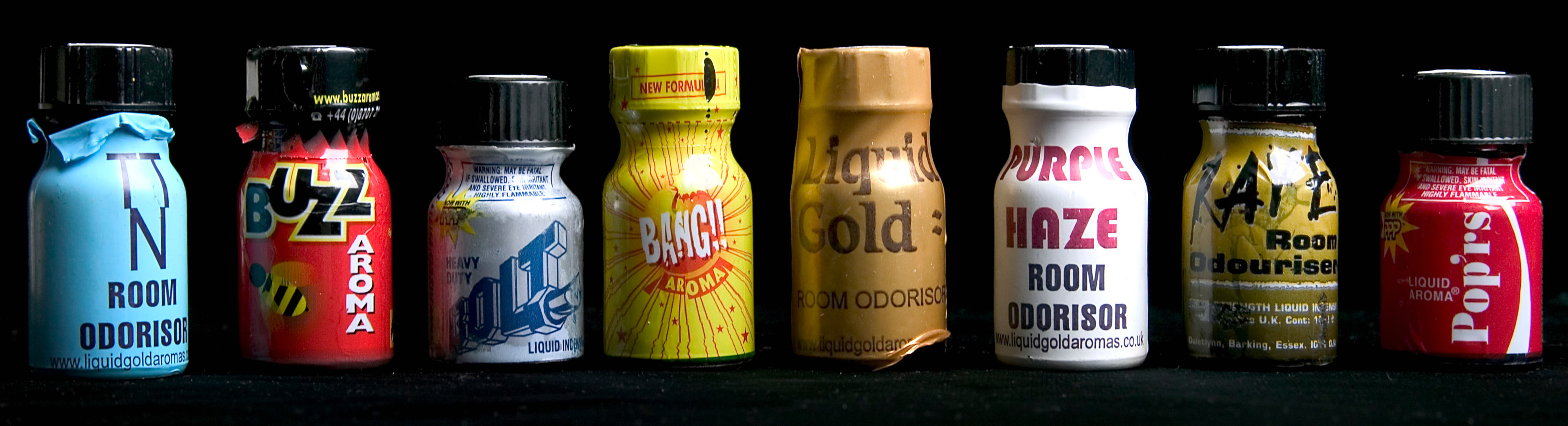
Оформление попперсов

Попперс — сленговое название группы химических веществ — алкилнитритов в случае употребления их ингаляционным путём (во время вдыхания). Чаще всего для этого используются: амилнитрит, бутилнитрит, изобутилнитрит.
В настоящее время попперсы чаще используются с целью усиления сексуального удовольствия.

## История
Прямое концентрированное вдыхание амилнитрита и других алкилнитритов приводит к расслаблению гладкой мускулатуры, окружающей кровеносные сосуды тела. В результате, происходит снижение давления, сосуды заполняются большим количеством крови, тем самым ускоряя работу сердца. Сэр Томас Лодер Брунтон (14 марта 1844 — 16 сентября 1916), шотландский врач, работал над использованием амилнитрита для лечения стенокардии.
Вдохновленный более ранними работами Артура Гэмги и Бенджамина Вард Ричардсона, Томас Брунтон в своей клинике стал использовать амилнитрит для лечения стенокардии. Он предполагал, что амилнитрит способен уменьшить боль и дискомфорт от неё, воздействуя на коронарные артерии пациентов.
Кроме того, лёгкие алкил нитриты заставляют формироваться метгемоглобин, который в сочетании с цианидом формируют нетоксичный цианидметгемоглобин. По сей день существуют комплекты противоядия от цианида с использованием амилнитрита, такой как популярный «Комплект противоядия цианида Тэйлор Фармасьютикэл».
Журнал Time и Уолл-стрит джорнал сообщили что попперс стал популярен среди геев, поскольку это способ увеличить сексуальное удовольствие, но «быстро распространялся среди передовых гетеросексуалов» в результате агрессивного маркетинга.
Ряд интервью, проводимых в конце 1970-х, показал широкий спектр пользователей, включая рабочих — строителей, модную пару пользующуюся им в «шикарном ночном клубе Нью-Йорк Сити», деловую женщину Лос-Анджелеса «в середине особенно беспокойной работы», и танцовщиц ночных заведений среди «вспыхивающих огней и пульсации музыки на дискотеках по всей стране». Те, кто доверял репортёру, были согласны использовать попперс прямо сейчас.
Исследование в 1988 году показало, что 69 % мужчин, имевших секс с мужчинами в области Балтимора/Вашингтона, округ Колумбия использовали попперс, а 21 % мужчин, пользовались им с прошлого года. Исследование также показало, что 11 % местных редких потребителей наркотиков сообщили о использовании попперса, это число увеличивается до 22 % среди частых, со средним возрастом 26 лет. Обе группы исследования использовали попперс для наслаждения, но мужчины, у которых был секс с мужчинами, более вероятно, будут использовать их во время секса. Сообщалось, что эта группа уменьшила их использование после эпидемии СПИДа, в то время как пользователи наркотиков нет. В 1987 исследование, уполномоченное американским Сенатом и проводимый Министерством здравоохранения и соц. обеспечения, обнаружило, что меньше чем 3 % полного населения когда-либо использовали попперс.
Использование подростками изначально было сведено к минимуму, отчасти запретом для продажи им крупными производителями, из-за общественного мнения, отчасти из-за некоторого государственного регулирования. Работа, проводимая в 2000 и 2001 годах в США, среди подростков в возрасте 12—17 лет говорит, что попперсом пользовались 1,5 % опрошенных. В отличие от этих низких показателей, опрос на Северо-западе Англии показал, что сами сообщили об употреблении попперса в среднем 20 % молодежи в 16 лет.
Первоначально выпускаемый как отпускаемое по рецепту лекарство в 1937 году, амилнитрит оставался таковым до 1960 года, когда Управление по контролю качества продуктов и лекарств удалило это требование из-за его безопасности. Однако оно было восстановлено в 1969 году из-за его частого использования не по назначению. Другие алкилнитриты были запрещены в США в 1988 году. Закон включает исключение для коммерческого использования. Понимается любая коммерческая цель, кроме производства потребительских товаров, содержащих измененные алкил нитриты, предназначенные для того, чтобы вдохнуть или иначе ввести измененные алкил нитриты в человеческое тело для эйфористических или физических эффектов. Некоторые производители с тех пор изменили формулы своих продуктов для соблюдения этого закона с помощью незапрещенного циклогексилнитрита как главного составляющего, и продают их как очистители видео-головок или комнатные ароматизаторы.
Название Poppers происходят от амилнитрита, который производился в начале XX века США в маленьких стеклянных ампулах, которые при вскрытии издавали трещащий звук. В настоящее время под общим названием «попперс» продаются в секс-шопах и через интернет-магазины под названиями — RUSH, Locker Room, Liquid Gold и т. д. существует огромное количество названий. При этом, как правило продавец не несет ответственности за их качество и возможные побочные эффекты при их употреблении.

## Эффекты

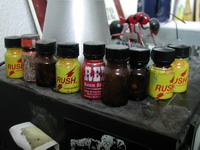
Флаконы с поперсом

Вдох нитритов расслабляет гладкие мышцы по всему телу, включая внутренний сфинктер заднего прохода и мышцы влагалища. В результате, происходит снижение давления, сосуды заполняются большим количеством крови, тем самым облегчая и ускоряя работу сердца. Как следствие мгновенного усиления кровотока (у здорового человека) — происходит усиление тактильных ощущений, легкое головокружение, чувство удовлетворенности и некоторые другие. Эти эффекты длятся в среднем 3—10 минут.
Алкил нитриты часто используются как клубный наркотик или во время секса для увеличения наслаждения. Головокружение, эйфория и другие изменения вследствие увеличения сердцебиения, часто воспринимают как увеличение сексуального возбуждения и желания. В то же самое время, расслабление сфинктера заднего прохода и влагалища может сделать проникновение легче. Часто сообщается, что попперсы могут усилить и продлить оргазм.

## Использование
- В XIX — начале XX веков амилнитрит использовался в медицинской практике для лечения стенокардии. В настоящее время используется как антидот для лечения отравлений цианидами[1][14][15]. С 1969 года в США для лечебных целей амилнитрит отпускается только по рецепту[нет в источнике][1]. С 1988 года нитроамины запрещены к использованию для человека (кроме промышленных целей) в США[6][16]. В 1990 году попперсы запрещены во Франции[17].
- С 1970-х годов по сегодняшний день попперсы стали частью субкультуры клубов и дискотек, и используются как клубные наркотики. Это связано с увеличением сексуального удовольствия после их вдыхания[10][18].
- Попперсы часто используются лицами, употребляющими кокаин и экстази, для продления эйфории и уменьшения депрессии во время абстинентного состояния[19].

## Вред для здоровья и побочные эффекты
В настоящее время имеются данные, что попперсы могут нанести вред здоровью.

### При эпизодическом использовании
Может наблюдаться:
- Исследованиями доказано, что сочетание попперсов с виагрой может вызвать серьёзное снижение артериального давления и приступы стенокардии во время полового акта, которые могут привести к острому инфаркту миокарда и внезапной смерти[22][23].
- Попперсы у некоторых мужчин с ослабленной эрекцией могут вызвать временное нарушение эрекции с невозможностью совершить половой акт[2][24].
- Попперсы могут значительно увеличить внутриглазное давление и вызвать острый приступ глаукомы[25][26].
- Попперсы могут стать причиной отравления нитратами, если выпить жидкость и вызвать метгемоглобинемию, которая проявляется головной болью, цианозом, одышкой, чувством усталости, а также нарушением сознания (комой) и может привести к смерти[15][25][27].
- При попадании на кожу попперсы могут вызвать химические ожоги контактный дерматит кожи вокруг рта и носа[2][28].
- Широкомасштабными эпидемиологическими исследованиями было доказано, что использование попперсов увеличивает практику опасных и травматичных видов сексуальной активности (анальный секс, риминг, фистинг и др.) и повышает риск инфицирования ВИЧ и другими инфекционными агентами в виду потери бдительности и осторожности[29][30][31][32][33].

### При долгосрочном использовании
Попперсы могут вызвать:
- приступы бронхиальной астмы, обструктивного бронхита, которые могут привести к дыхательной недостаточности и смерти;
- язву и перфорацию носовой перегородки, хронический ринит;
- хронический дерматит кожи лица (носа, рта);
- гемолитическую анемию;
- нарушения структуры эндотелия и повреждения сосудистой стенки, которые могут привести к тромбозу, кровотечению, васкулиту, атеросклерозу.

#### Зависимость от попперсов
- Физическая зависимость от попперсов — не установлена.
- Психическая зависимость от попперсов выражается в желании повторного использования в сексуальной практике.[источник не указан 4654 дня]

## Легальность
Некоторые государства запретили продажу, импорт и использование попперсов. Во Франции продажа попперсов, содержащих бутилнитрит, пентилнитриты, или их изомеры, запрещена с 1990 года на основании опасности для потребителей. В 2007 году правительство расширило этот запрет на все алкилнитриты, которые не были упомянуты как наркотики. Однако после судебной тяжбы с владельцами секс-шопов это решение было аннулировано, поскольку правительство не смогло доказать целесообразность этого общего запрета: согласно суду, процитированные риски, относительно редких несчастных случаев часто из-за неправильного использования, скорее оправдывали обязательные предупреждения на упаковке.